# 양쯔산
양쯔산(중국어 간체자: 杨子姗, 정체자: 楊子姍, 병음: Yáng Zǐshān, 한자음: 양자산, 1986년 11월 6일 ~ )은 중국의 배우이다. 장쑤성 난징시에서 태어났으며 난징 예술대학을 졸업했다.

## 방송
- 호구불견
- 홍장미

## 영화
- 남극지련 (2018년)
- 미래로 걸어가다 (2017년)
- 배틀 오브 메모리즈 (2017년)
- 천량지전: 새벽이 오기 전에 (2016년)
- 몽키킹 히어로: 손오공과 요괴왕의 대결 (2015년)
- 레전드 오브 래빗: 불의 전설 (2015년)
- 걸스 (2014년)
- 폭주신탐 (2014년) - 송소교 역
- 20세여 다시 한 번 (2014년)
- 우리가 잃어버릴 청춘 (2013년) - 정웨이 역
- 가각적소왕자 (2010년)
- 근재지척 (2010년)